# Iers rugbyteam (mannen)

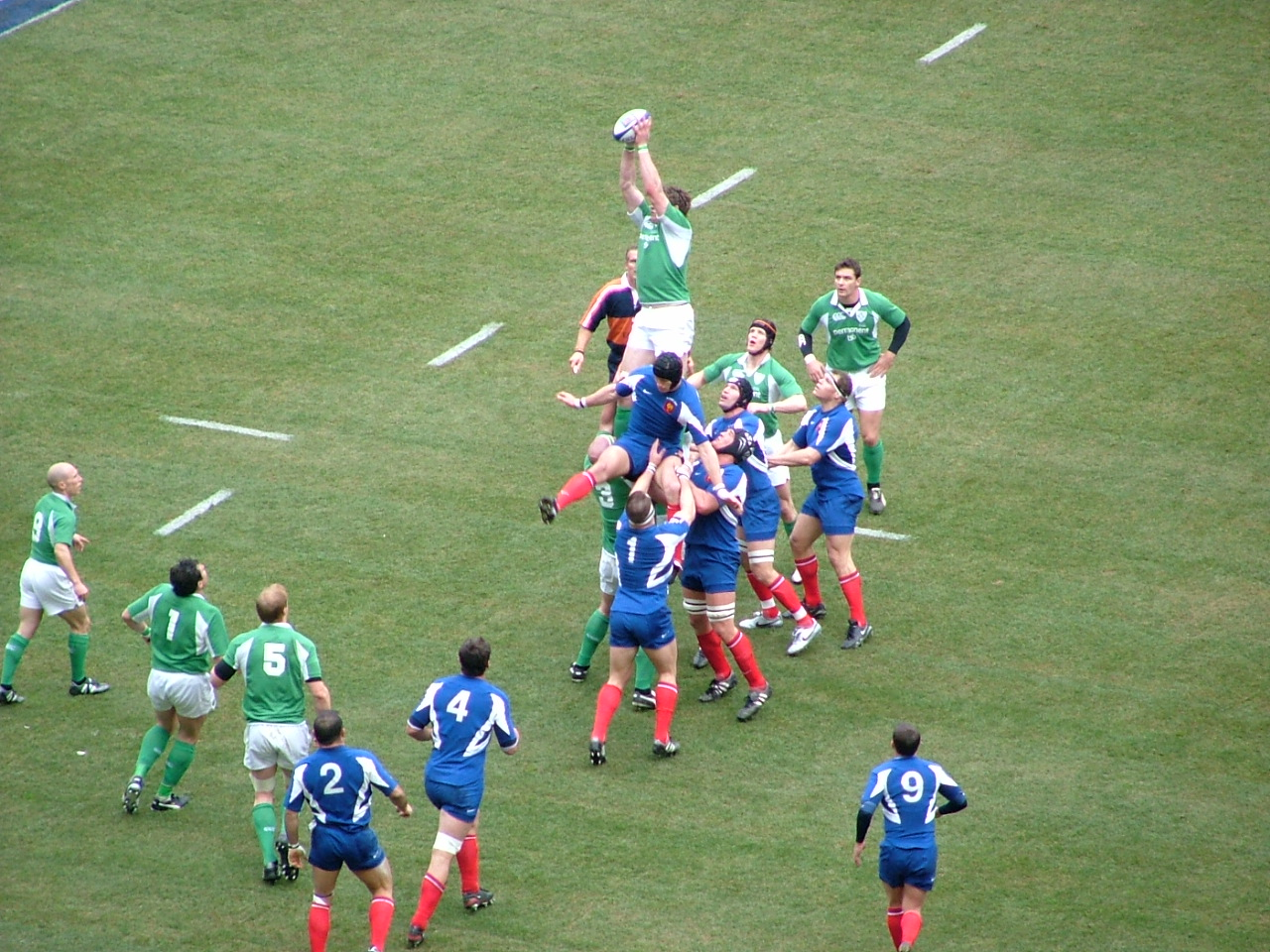
Het Iers rugbyteam in een wedstrijd tegen Frankrijk.

Het Iers rugbyteam is een team van rugbyers dat zowel de Republiek Ierland als Noord-Ierland vertegenwoordigt in internationale wedstrijden.
Ierland is een van de beste rugbylanden ter wereld. Ze hebben tot nu toe aan elk wereldkampioenschap rugby meegedaan, waarin ze vijf keer de kwartfinale hebben bereikt. Hiernaast spelen ze elk jaar in het Zeslandentoernooi. Dit hebben ze 25 keer gewonnen, waarvan vier keer met een grand slam, in 1948, 2009, 2018 en 2023.
Historisch gezien wordt Ierland beschouwd als het slechtste rugbyland van de home nations (de vier landen op de Britse Eilanden), met maar twee grand slams en vele malen de wooden spoon. Ierland heeft zich echter heel goed aangepast aan de professionalisering van de sport, waardoor ze de laatste jaren steeds meer winnen. Zo heeft Ierland sinds 2000 viermaal de titel behaald, vijf keer de Triple Crown gewonnen en werden ze twee keer tweede op doelsaldo.

## Geschiedenis
De eerste interland die Ierland speelde was op 15 februari 1875. In The Oval in Londen won Engeland met 7-0. Later dat jaar, op 13 december, speelde Ierland zijn eerste thuiswedstrijd. Op de Leinster Cricket Ground in Rathmines, Dublin verloor Ierland opnieuw van Engeland, nu met 4-0. Opmerkelijk is dat in deze twee wedstrijden beide teams met twintig spelers speelden in plaats van de gangbare vijftien spelers. De eerste wedstrijd die Ierland won was op 19 februari 1881 in Ormeay in Belfast. Toen versloegen ze Schotland met 3-1.
In maart 1884 speelde Ierland een wedstrijd tegen Wales in Cardiff. Omdat Ierland met twee man te weinig op kwam dagen, speelden er twee man van Wales voor Ierland. Deze wedstrijd ging met 5-0 verloren. In 1894 wist Ierland van zowel Engeland, Schotland als Wales te winnen. Zodoende wonnen ze hun eerste Triple Crown. Er zouden nog acht volgen in de loop der jaren. Op 25 november 1905 speelde Ierland voor het eerste tegen Nieuw-Zeeland. Omdat de belangstelling voor de wedstrijd zo groot was, moest iedere toeschouwer een kaartje kopen om Lansdowne Road binnen te komen. Dit was de eerste keer dat een rugbyinterland uitsluitend bezocht kon worden met een kaartje.
In de eerste helft van de 20e eeuw speelde Ierland vooral tegen de ander home nations. Ze behaalden wisselende resultaten, maar konden maar weinig prijzen pakken.
1948 werd het beste jaar voor het Ierse rugby. Dat jaar begon met een overwinning in en tegen Frankrijk. Nadat men ook Engeland en Schotland had verslagen kon Ierland de grand slam winnen. Dat moest gebeuren in Ravenhill in Belfast waar ze tegen Wales moesten spelen. Ierland won met 6-3 en veroverde zo hun eerste grand slam.
In de decennia hierna ging het minder goed met het Ierse rugbyteam. Ze wisten maar weinig prijzen te pakken in het vijflandentoernooi en ook in oefenwedstrijden verloren de Ieren vaak. Desondanks was Ierland het eerste land van de home nations die een wedstrijd op het zuidelijk halfrond wist te winnen. Op 13 mei 1967 werd Australië met 11-5 verslagen in Sydney. In 1982 won Ierland het vijflandentoernooi en verdienden ook voor het eerst in 33 jaar weer de Triple Crown. Ondanks deze opleving vochten ze in de jaren erna vooral tegen de wooden spoon.
Toen rond de eeuwwisseling de rugbysport zich professionaliseerde, was Ierland een van de landen die zich hieraan goed aanpasten. Door een aantal wijzigingen in de nationale competitiestructuur ging het niveau van de Ierse rugbyers snel vooruit. De slechte resultaten van het nationale team werden omgezet in goede overwinningen op andere landen. Dit resulteerde in 2004 in een Triple Crown. Ook in 2006 en 2007 wonnen ze de Triple Crown, maar moesten ook beide keren de titel van het zeslandentoernooi op doelsaldo aan Frankrijk laten. In 2009 wisten de Ieren de titel te veroveren met, voor het eerst sinds 1948, een grand slam.

## Stadion

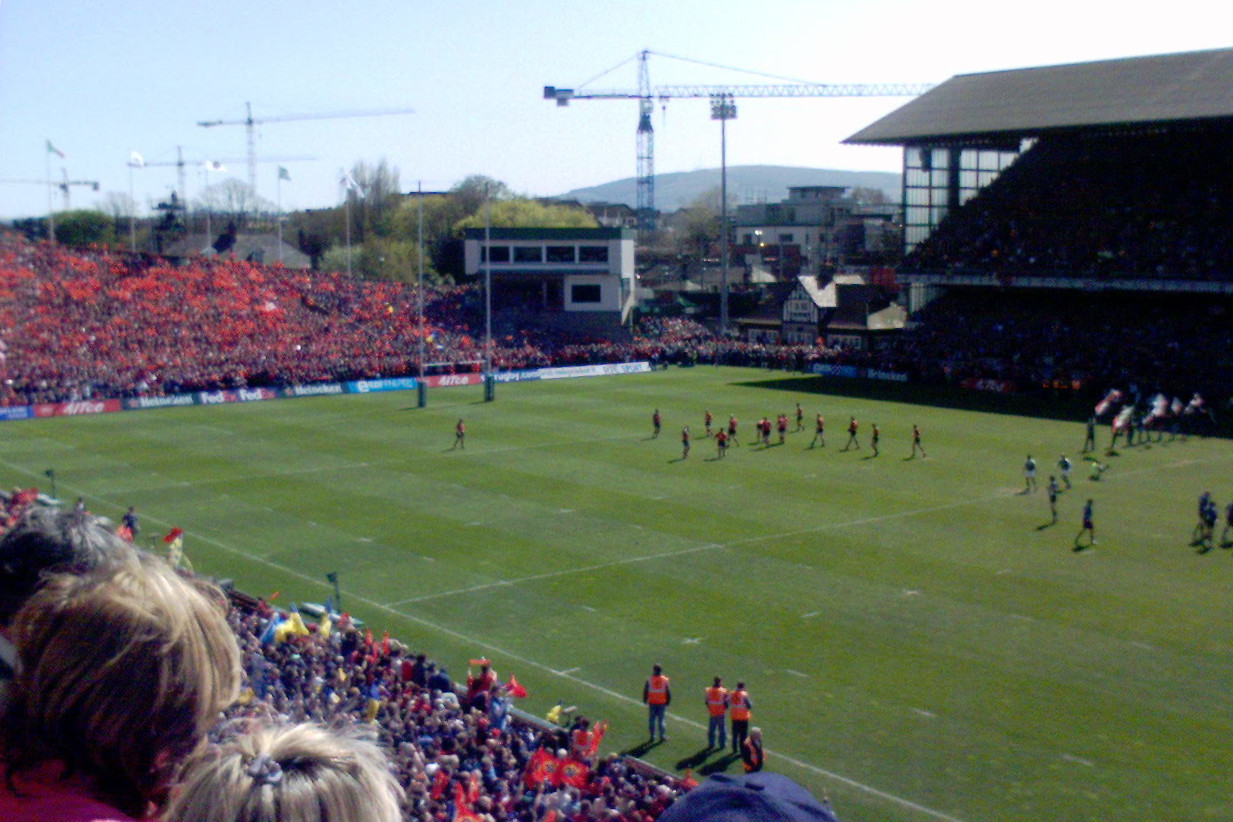
Een rugbywedstrijd in Lansdowne Road.

Het nationale rugbyteam van Ierland speelt zijn wedstrijden traditioneel in Lansdowne Road, wat eigendom is van de Ierse rugbybond. Dit stadion werd gebouwd in 1872 en de eerste rugbyinterland gespeeld in dit stadion was in 1878. Ierland verloor deze wedstrijd met 7-0 van Engeland. Ondanks dat Lansdowne Road het thuisstadion is, werden er ook een aantal wedstrijden in andere stadions gespeeld, waaronder een aantal in Ravenhill in Belfast.
Doordat Lansdowne Road wordt verbouwd, moest Ierland naar een ander stadion uitwijken. Als meest geschikte vervanging werd Croke Park gekozen. Dit stadion met 82.500 plaatsen wordt gebruikt voor traditionele Ierse sporten. De Gaelic Athletic Association die de eigenaar is van dit stadion moest de statuten wijzigen om het stadion klaar te maken voor rugby. Voordien was het namelijk verboden om 'buitenlandse' sporten te beoefenen in het stadion. Zo werd op 11 februari 2007 voor het eerst een rugbywedstrijd gespeeld in Croke Park. Ierland verloor met 17-20 van Frankrijk.

## Vlag en volkslied

De vlag van de vier Ierse provincies.

Omdat voor het Ierse rugbyteam rugbyers uit zowel Republiek Ierland als Noord-Ierland uitkomen, zijn er wat moeilijkheden omtrent het gebruik van vlag en volkslied.
Vroeger werd, toen er in zowel Belfast als Dublin werd gespeeld, het Britse volkslied God Save the Queen gespeeld tijdens wedstrijden in Belfast en het Ierse volkslied Amhrán na bhFiann in Dublin en geen enkel volkslied werd gespeeld tijdens uitwedstrijden. Sinds 1995 wordt het speciaal gecomponeerde volkslied Ireland's Call gespeeld tijdens alle wedstrijden. Bij wedstrijden in Dublin wordt hiernaast ook het Amhrán na bhFiann gespeeld.
Aangezien Frankrijk het spelen van Ireland's Call een afbreuk vindt aan hun eigen volkslied, wordt tijdens wedstrijden van Ierland in Frankrijk alleen het Amhrán na bhFiann afgespeeld.
De vlag die wordt gebruikt bij rugbywedstrijden van het Ierse team bestaat uit de vlaggen van de vier Ierse provincies. Bij wedstrijden in Dublin wordt hiernaast ook de Ierse driekleur gebruikt. Hiernaast wordt veel gebruikgemaakt van het nationale embleem, de shamrock.

## Wereldkampioenschappen
Ierland heeft aan elk wereldkampioenschap deelgenomen. Ze haalden zeven keer de kwartfinale.
- WK 1987: kwartfinale
- WK 1991: kwartfinale
- WK 1995: kwartfinale
- WK 1999: tweede ronde
- WK 2003: kwartfinale
- WK 2007: eerste ronde (twee overwinningen)
- WK 2011: kwartfinale
- WK 2015: kwartfinale
- WK 2019: kwartfinale